# Leucanopsis bipartita
Leucanopsis bipartita är en fjärilsart som beskrevs av Paul Dognin 1912. Leucanopsis bipartita ingår i släktet Leucanopsis och familjen björnspinnare. Inga underarter finns listade i Catalogue of Life.